# János Mogyorósi-Klencs
János Mogyorósi-Klencs   (Debrecen, 31 de març de 1922 - Budapest, 22 de juliol de 1997) va ser un gimnasta artístic hongarès que va competir durant les dècades de 1940 i 1950.
El 1948 va prendre part en els Jocs Olímpics de Londres, on disputà vuit proves del programa de gimnàstica. Guanyà la medalla de plata en l'Exercici de terra i la de bronze en el salt sobre cavall i el concurs complet per equips, mentre en les proves individuals finalitzà més enllà de la vint-i-cinquena posició. Quatre anys més tard, als Jocs de Hèlsinki, tornà a disputar vuit proves del programa de gimnàstica. Destaca la sisena posició en la prova del concurs complet per equips.